# Port lotniczy Hamilton (Nowa Zelandia)
Port lotniczy Hamilton – port lotniczy położony 13 km na południe od centrum Hamilton, na Wyspie Północnej, w Nowej Zelandii.

## Linie lotnicze i połączenia

### Międzynarodowe
- Air New Zealand
  - Freedom Air (Brisbane, Gold Coast, Melbourne [sezonowo], Sydney) [do 30 marca 2008 obsługiwane przez Air New Zealand)
- Norfolk Air (Norfolk Island [od kwietnia 2008])

### Krajowe
- Air New Zealand
  - Air New Zealand obsługiwane przez Air Nelson (Wellington)
  - Air New Zealand obsługiwane przez Eagle Airways (Auckland, Palmerston North, Nelson)
  - Air New Zealand obsługiwane przez Mount Cook Airline (Christchurch, Wellington)